# Джонсън (окръг, Мисури)
Вижте пояснителната страница за други значения на Джонсън.
Окръг Джонсън (на английски: Johnson County) е окръг в щата Мисури, Съединени американски щати. Площта му е 2157 km², а населението - 48 258 души (2000). Административен център е град Уорънсбърг.